# آرزو خاوری
آرزو خاوری دختر اهل افغانستان و ساکن شهرری ایران بود. آرزو به دلیل تهدیدهای مکرر مدیر مدرسه و فشارهای روانی که از جانب مسئولان مدرسه خود متحمل می‌شد، به دلیل بد حجابی در آبان ۱۴۰۳ خودکشی کرد.

## زندگی
آرزو خاوری، دختر ۱۶ ساله افغانستانی، همراه با خانواده‌اش در ایران زندگی می‌کرد و در دبیرستانی با نام «کوثر» در منطقه ۲۰ شهر ری تحصیل می‌کرد. آرزو دو برادر بزرگ‌تر از خود داشت و فرزند سوم خانواده بود. خانوادهٔ آرزو با دشواری‌های فراوانی برای ثبت‌نام او در مدارس ایران مواجه بودند، امری که اغلب برای دانش‌آموزان مهاجر به ویژه اتباع افغانستانی چالش‌برانگیز است. پدر آرزو یک خرید و فروش کننده ضایعات آهن است که با موتور وانت خود ضایعات را جابه‌جا می‌کند. این محدودیت‌ها و فشارها به‌ویژه به دلیل مشکلات اقتصادی و اجتماعی، بخش مهمی از تجربیات مهاجران افغانستانی در ایران به‌شمار می‌آید.

## حادثه اردو و تهدید به اخراج
حادثه‌ای که منجر به خودکشی آرزو شد، از یک اردو در تاریخ ۱۵ آبان ۱۴۰۳ آغاز گردید. در این اردوی مدرسه، آرزو و تعدادی از هم‌کلاسی‌هایش به جای مانتو، سویشرت پوشیدند و معاون مدرسه به آن‌ها تذکر داد. چند روز بعد، مدیر مدرسه خانوادهٔ آرزو را احضار کرده و تهدید به اخراج او به دلیل مسائل مربوط به پوشش کرد. گفته شده است که معاون مدرسه نیز از آرزو در حالی که مقنعه به سر نداشت، فیلم‌برداری کرده و با تهدید به انتشار این فیلم، او را تحت فشار قرار داده است. گمان می‌رود که همین فشارهای روانی ناشی از برخورد مسئولان مدرسه عامل اصلی اقدام به خودکشی آرزو بوده است.

## روز حادثه و مرگ آرزو
در روز حادثه، مدیر مدرسه آرزو را به دلیل پوشیدن شلوار لی به جای فرم مدرسه توبیخ کرده و او را به احتمال اخراج تهدید کرد. پس از این برخورد، آرزو به شدت دچار استرس شد و بهانه‌ای برای ترک مدرسه پیدا کرد و با سقوط از یک ساختمان به زندگی خود پایان داد. او از طبقه ششم یک ساختمان مسکونی به پایین پرید و پس از انتقال به بیمارستان جان خود را از دست داد. بعد از گذشت چند ساعت، خانواده او از طریق تماس تلفنی از وضعیت او مطلع شدند و در بیمارستان «۷تیر» با پیکر بی‌جان او مواجه شدند. این ماجرا بیانگر فشار روانی شدیدی است که آرزو به دلیل تهدیدها و رفتارهای تبعیض‌آمیز مدیران مدرسه تجربه کرده بود.

## واکنش‌ها و پیامدها
پدر آرزو در کلانتری شهر ری شکایتی از مسوولان مدرسه و به‌طور مستقیم، از مدیر مدرسه تنظیم کرده است. پدر او به‌دلیل اینکه از اتباع افغانستانی است، امیدی به نتیجه رسیدن پرونده آرزو و دادخواهی خود ندارد. همچنین پس از مرگ آرزو، واکنش‌های گسترده‌ای در فضای مجازی به وقوع پیوست. کاربران با استفاده از هشتگ‌های مختلف خواستار رسیدگی جدی به این حادثه و پاسخگویی مسئولان مدرسه شدند. فعالان حقوق بشر و جامعه‌شناسان، این حادثه را نمونه‌ای از فشارها و تبعیض‌هایی دانستند که دانش‌آموزان مهاجر، به‌ویژه اتباع افغانستانی، در ایران تجربه می‌کنند. وزارت آموزش و پرورش نیز اعلام کرد که این موضوع تحت بررسی است. حادثه آرزو خاوری بار دیگر توجه افکار عمومی را به مشکلات حقوقی و اجتماعی مهاجران و تبعیض‌های موجود در سیستم آموزشی جلب کرد.